# Egoistisk anarkism
Egoistisk anarkism är en tankeströmning som menar att alla förnimmelser utgår från individen. Filosofen och vänsterhegelianen Max Stirner använde sig av uttrycket egoism i nytt ordalag med publiceringen av verket Den ende och hans egendom år 1844. Tidigt kom den anarkistiska egoismen att betraktas som en riktning inom individualanarkismen och förknippas med tänkare som bland annat Benjamin Tucker, James L. Walker, John Henry Mackay och Renzo Novatore. Den anarkistiska egoismen har tagit sig uttryck från fridfull pacifism till våldsam nihilism.